# اتفاقية التجارة الحرة القارية الإفريقية
اتفاقية التجارة الحرة القارية الأفريقية (AFCFTA) هي اتفاقية تجارية بين 49 دولة عضو في الاتحاد الأفريقي، تهدف إلى إنشاء سوق موحدة تليها حرية الحركة وعملة موحدة. تم توقيع اتفاقية التجارة الحرة لأفريقيا في كيغالي، رواندا في 21 مارس 2018. ويستلزم تصديق 22 دولة حتى تدخل الاتفاقية حيز التنفيذ وتصبح منطقة التجارة الحرة القارية الأفريقية سارية. ستعمل الاتفاقية كمظلة ستضاف إليها مجموعة من البروتوكولات والملحقات.
استمرت المفاوضات في عام 2018 مع المرحلة الثانية، بما في ذلك سياسة المنافسة والاستثمار وحقوق الملكية الفكرية.وسيتم تقديم مسودة لجمعية الاتحاد الإفريقي يناير 2020.
كانت كينيا وغانا أول دولة تضع صكوك التصديق في 10 مايو 2018 بعد التصديق عليها من خلال برلماناتها. بعد التصديق من لدن غامبيا في 2 أبريل 2019، تم الوصول إلى عتبة 22 دولة مصادقة على إنشاء منطقة تجارة حرة بشكل رسمي، كما أنه في 30 أبريل 2019، قدمت جميع الدول المصدقة وثائق تصديقها إلى الاتحاد الأفريقي.

## الدول الشريكة
واعتبارًا من فبراير 2019، كانت 52 من أصل 55 دولة من دول الاتحاد الأفريقي قد وقعت على الاتفاقية، وكانت نيجيريا الدولة الرئيسية الوحيدة المفقودة في الاتفاقية
| الدولة                                  | الموقع                                    | النص الموحد ل (AFCFTA) | إعلان كيغالي | بروتوكول حرية الحركة |
| --------------------------------------- | ----------------------------------------- | ---------------------- | ------------ | -------------------- |
| الجزائر                                 | الوزير الأول احمد اويحيا                  | نعم                    | نعم          | لا                   |
| أنغولا                                  | الرئيس João Lourenço                      | نعم                    | نعم          | نعم                  |
| جمهورية إفريقيا الوسطى                  | الرئيس Faustin Archange Touadéra          | نعم                    | نعم          | نعم                  |
| تشاد                                    | الرئيس Idriss Déby                        | نعم                    | نعم          | نعم                  |
| جزر القمر                               | الرئيس Azali Assoumani                    | نعم                    | نعم          | نعم                  |
| جيبوتي                                  | الرئيس Ismaïl Omar Guelleh                | نعم                    | نعم          | لا                   |
| غينيا الاستوائية                        | الوزير الأول Francisco Pascual Obama Asue | نعم                    | نعم          | نعم                  |
| الغابون                                 | الرئيس Ali Bongo Ondimba                  | نعم                    | نعم          | نعم                  |
| غامبيا                                  | الرئيس Adama Barrow                       | نعم                    | نعم          | نعم                  |
| غانا                                    | الرئيس Nana Akufo-Addo                    | نعم                    | نعم          | نعم                  |
| ساحل العاج                              | نائب الرئيس Daniel Kablan Duncan          | نعم                    | لا           | لا                   |
| كينيا                                   | الرئيس Uhuru Kenyatta                     | نعم                    | نعم          | نعم                  |
| ليسوتو                                  | الوزير الأول Tom Thabane                  | لا                     | نعم          | نعم                  |
| موريتانيا                               | الرئيس محمد ولد عبد العزيز                | نعم                    | نعم          | نعم                  |
| المغرب                                  | الوزير الأول سعد الدين العثماني           | نعم                    | لا           | لا                   |
| موزمبيق                                 | الرئيس Filipe Nyusi                       | نعم                    | نعم          | نعم                  |
| النيجر                                  | الرئيس Mahamadou Issoufou                 | نعم                    | نعم          | نعم                  |
| جمهورية الكونغو                         | الرئيس Denis Sassou Nguesso               | نعم                    | نعم          | نعم                  |
| رواندا                                  | الرئيس Paul Kagame                        | نعم                    | نعم          | نعم                  |
| الجمهورية العربية الصحراوية الديمقراطية | الرئيس محمد عبد العزيز                    | نعم                    | نعم          | لا                   |
| السنغال                                 | الرئيس Macky Sall                         | نعم                    | نعم          | نعم                  |
| سيشل                                    | نائب الرئيس Vincent Meriton               | نعم                    | نعم          | لا                   |
| جنوب إفريقيا                            | الرئيس Cyril Ramaphosa                    | لا                     | نعم          | لا                   |
| السودان                                 | الرئيس عمر البشير                         | نعم                    | نعم          | نعم                  |
| إسواتيني                                | الوزير الأول Barnabas Sibusiso Dlamini    | نعم                    | نعم          | لا                   |
| تنزانيا                                 | الوزير الأول Kassim Majaliwa              | لا                     | نعم          | لا                   |
| زيمبابوي                                | الرئيس Emmerson Mnangagwa                 | نعم                    | نعم          | لا                   |

## نيجيريا
نيجيريا لم توقع بعد على الاتفاق. تعد نيجيريا أكبر دولة في إفريقيا من حيث عدد السكان، حيث يبلغ عدد سكانها 173 مليون نسمة، وتقزم ثاني أكبر دولة من حيث عدد السكان، إثيوبيا، حيث يبلغ عدد سكانها 100 مليون نسمة. مع الناتج المحلي الإجمالي يقدر ب376 مليار دولار، أو حوالي 17% من الناتج المحلي الإجمالي لأفريقيا، فهي متقدمة بشكل مباشرة على جنوب أفريقيا، التي تشكل 16% من اقتصاد أفريقيا. لأن نيجيريا بلد مهم في إفريقيا من حيث عدد سكانها واقتصادها، فإن غيابها منذ التوقيع المبدئي على الاتفاقية حتى الآن واضح بشكل خاص. أكد رئيس جنوب أفريقيا سيريل رامافوسا هذا في التعليقات في 12 يوليو 2018، قائلا «إن القارة تنتظر نيجيريا وجنوب أفريقيا. من خلال التجارة فيما بيننا، نحن قادرون على الاحتفاظ بمزيد من الموارد في القارة»(وقعت جنوب إفريقيا الاتفاقية منذ ذلك الحين).
وقعت 44 دولة في البداية الاتفاقية في 21 مارس 2018. كانت نيجيريا واحدة من 11 دولة من دول الاتحاد الأفريقي التي تجنبت التوقيع عليها في البداية. في ذلك الوقت، قال الرئيس النيجيري محمد بوهاري إن نيجيريا لا يمكنها أن تفعل أي شيء من شأنه تقويض المصنعين المحليين ورجال الأعمال المحليين. وأشاد اتحاد المصنعين في نيجيريا، الذي يمثل 3000 مصنع نيجيري، بقرار التراجع عن الاتفاق. غرد وزير الخارجية النيجيري أن المزيد من المشاورات المحلية كانت مطلوبة قبل أن يمكن لنيجيريا أن توقع على الاتفاق. وقال الرئيس السابق أولوسيجون أوباسانجو إن تأجيل نيجيريا أمر مؤسف. ووصف مؤتمر العمل النيجيري الاتفاقية بأنها «مبادرة سياسية جديدة وليبرالية مشعة للغاية وخطيرة ومشعة»، مما يشير إلى أن الضغط الاقتصادي المتزايد من شأنه أن يدفع العمال إلى الهجرة في ظروف صعبة وغير آمنة.
في 21 يوليو 2018، وقعت خمس دول أخرى على الاتفاقية، بما في ذلك جنوب إفريقيا. في ذلك الوقت، أكدت الحكومة النيجيرية أن عدم مشاركتها كان تأخيرًا وليس انسحابًا، ووعدت بالتوقيع قريبًا على الاتفاقية. كما أكد وزير الخارجية في وقت سابق، تنوي الحكومة النيجيرية التشاور مع الشركات المحلية من أجل ضمان موافقة القطاع الخاص على الاتفاقية.
مع استمرار الحكومة النيجيرية في التشاور مع مجموعات الأعمال المحلية في النصف الأخير من عام 2018، كان أحد الشواغل الرئيسية ما إذا كانت الاتفاقية ستمنع الممارسات المنافية للمنافسة مثل الإغراق. مع اقتراب عام 2018 من نهايته، قال الرئيس السابق أولوسيجون أوباسانجو إن التأخير كان «مؤسفًا»، مشددًا على قلة التجارة في السلع بين الدول الأفريقية، وصعوبات السفر من دولة أفريقية إلى أخرى، والإرث الاستعماري الذي تفرضه هذه القيود على نمو إفريقيا. من المقرر أن تصدر اللجنة التوجيهية الحكومية المكلفة بالعملية الاستشارية تقريرها عن الاتفاقية في يناير 2019.